# 拉巴罗什
拉巴罗什（法語：Labaroche，法語發音：[labaʁɔʃ] ⓘ）是法国上莱茵省的一个市镇，属于科尔马-里博维莱区。

## 地理
拉巴罗什（48°6'36"N, 7°11'35"E）面积13.44 平方千米，位于法国大東部大區上莱茵省，该省份为法国东部内陆省份，是阿尔萨斯的一部分，今与下莱茵省组成了阿尔萨斯欧洲集体，其北临下莱茵省，西接孚日省，西南接贝尔福地区省，东侧沿莱茵河与德国相望，南与瑞士接壤。拉巴罗什位于孚日山区，四周植被茂密，平均海拔在750米左右。
与拉巴罗什接壤的市镇（或旧市镇、城区）包括：阿默什维尔、维尔欧瓦勒、瓦尔巴克、蒂尔凯姆、奥尔贝、拉普特鲁瓦、凯瑟斯贝格-维尼奥布勒。
拉巴罗什的时区为UTC+01:00、UTC+02:00（夏令时）。

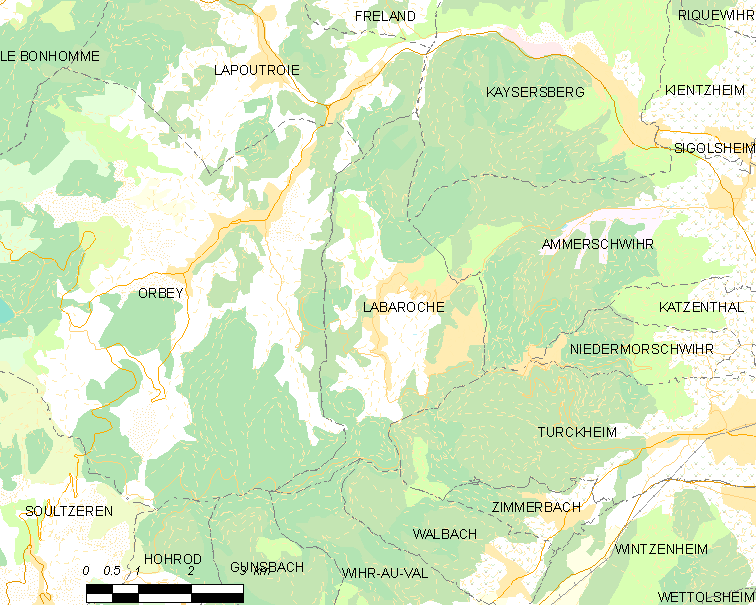
拉巴罗什的OSM定位图

## 行政
拉巴罗什的邮政编码为68910，INSEE市镇编码为68173。

## 政治
拉巴罗什所属的省级选区为圣玛丽欧米讷县。

## 交通
拉巴罗什每天有前往省会科尔马的客运班车。

## 人口

1962-2008年间拉巴罗什人口变化图示

拉巴罗什于2022年1月1日时的人口数量为2174人。